# Asteropetes
Asteropetes là một chi bướm đêm thuộc họ Noctuidae.

## Các loài
- Asteropetes noctuina (Butler, 1878)